# Общежитие рабочих ватной фабрики в Ростокине
Комплекс клуба с общежитием бывшей Ватной фабрики — памятник конструктивизма, в Северо-Восточном административном округе Москвы.

## История
Построен в 1928—1931 годах по проекту архитектора Моисея Гинзбурга и его ученика Соломона Лисагора. Один из 6 воплощённых проектов домов-коммун с жилыми ячейками типа F, выявленный объект культурного наследия регионального значения.
В годы первых пятилеток архитекторы Стройкома РСФСР под руководством Гинзбурга разрабатывали новые формы жилых домов, которые позволили бы предоставить собственную жилую площадь наибольшему количеству трудящихся, максимально удешевив строительство. Решением стали «жилые ячейки», своего рода мини-квартиры, где традиционная кухня заменялась аскетичным «кухонным элементом», ванная — «душевой нишей» или просто рукомойником. Самыми экономичными считались ячейки типа F, рассчитанные на 1—2 человек. При площади 33—34 метра они состояли из столовой с потолком высотой 3,6 метра и нишей для спальни, где потолок был занижен до 2,2—2,35 метров, но выглядели просторными за счёт кубатуры. В домах с ячейками типа F один коридор обслуживал 2 этажа: одни жильцы спускались на несколько ступеней, другие — поднимались.
Планировалось массовое строительство домов с ячейками типа F, но было возведено всего 6: по 1 в Саратове и Свердловске и 4 в Москве (дом Наркомфина на Новинском бульваре, жилой комплекс РЖСКТ «Показательное строительство» для строительных рабочих на Гоголевском бульваре, жилой дом Государственного института экспериментальной ветеринарии в районе Петровского парка и комплекс общежитий в Ростокино). Первоначально комплекс состоял из 3 соединённых корпусов. Первый корпус был пятиэтажным парноблочным домом с 2-комнатными квартирами для семейных рабочих. Второй — коммунальным корпусом с залом собраний, просторным фойе, столовой, кухней, прачечной и другими удобствами. Третий корпус, деревянное здание с ячейками типа F для рабочих, которые ещё не обзавелись семьёй, не сохранился.